# Wille Riekkinen

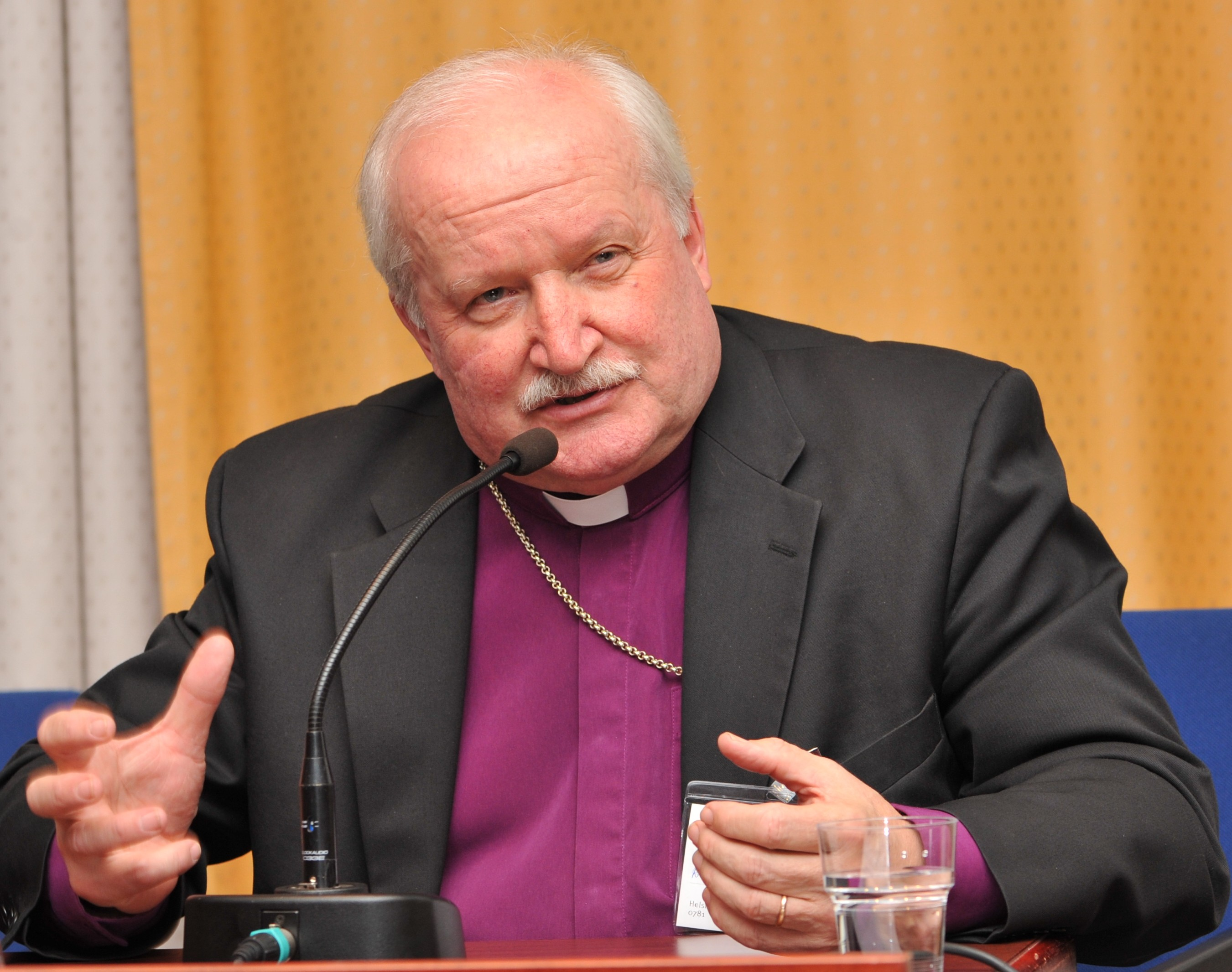
Wille Riekkinen, 2009.

Wille Riekkinen (* 21. Juli 1946 in Varpaisjärvi) ist Bischof des Bistums Kuopio in der Evangelisch-Lutherischen Kirche Finnlands.

## Leben
Riekkinen studierte nach seiner Schulzeit evangelische Theologie in Finnland. Seit 1996 ist Riekkinen Bischof des Bistums Kuopio.